# Sophie Blanc
Pour les articles homonymes, voir Blanc.
Sophie Blanc, née le 20 février 1968 à Toulouse (Haute-Garonne), est une avocate et femme politique française.
Membre du Rassemblement national, elle est élue conseillère régionale d'Occitanie en 2021. Elle est également conseillère municipale et adjointe au maire de Perpignan Louis Aliot depuis 2020.
Elle est élue députée dans la 1re circonscription des Pyrénées-Orientales en 2022. Elle est réélue en 2024.

## Biographie
Sophie Blanc naît le 20 février 1968 et est avocate.
Élue au conseil municipal de Perpignan aux côtés de Louis Aliot, elle  est adjointe chargée de l'éducation et de la restauration scolaire.
Candidate aux régionales de 2021 sur la liste RN de Jean-Paul Garraud dans les Pyrénées-Orientales, elle est élue conseillère régionale d'Occitanie, où elle est membre des commissions « Éducation, Orientation et Jeunesse » et « Enseignement supérieur et Recherche ».
Lors des élections législatives de 2022, elle est candidate pour le Rassemblement national et est élue députée  de la première circonscription des Pyrénées-Orientales le 19 juin 2022 avec 53,87 % des voix face à Romain Grau (député sortant), candidat de La République en marche.
Tenue par les dispositions légales sur le cumul des mandats, elle choisit de rester conseillère régionale et démissionne de ses mandats de conseillère municipale et communautaire en septembre 2022.
À l'Assemblée nationale, elle siège au sein du groupe Rassemblement national. Elle est membre de la commission des Affaires culturelles et de l'Éducation.
Lors des élections législatives de 2024, elle est candidate du Rassemblement national 
dans la même circonscription et  est réélue députée au second tour avec 57,58 % face à Francis Daspe, candidat de La France insoumise.
Elle est la seule députée du groupe Rassemblement national à ne pas voter la motion de censure du 4 décembre 2024, étant absente lors du scrutin, .